# U-126 (1940)
| U-126                                                                                                | U-126 | U-126 |
| --- | --- | --- |
| U 126                                                                                                | | |
| | | |
| Зображення підводного човна U-505, однотипного з U-126                                               | | |
| Верф                                                                                                 | Deutsche Schiff- und Maschinenbau, AG Weser, Бремен | Deutsche Schiff- und Maschinenbau, AG Weser, Бремен |
| Під прапором                                                                                         | Третій Рейх | Третій Рейх |
| Належність                                                                                           | Крігсмаріне | Крігсмаріне |
| Порт приписки                                                                                        | Кіль Лор'ян | Кіль Лор'ян |
| Замовлення                                                                                           | 7 серпня 1939 | 7 серпня 1939 |
| Закладений                                                                                           | 1 червня 1940 | 1 червня 1940 |
| Спуск на воду                                                                                        | 31 грудня 1940 | 31 грудня 1940 |
| Введений до складу флоту                                                                             | 22 березня 1941 | 22 березня 1941 |
| На службі                                                                                            | 1941—1943 | 1941—1943 |
| Загибель                                                                                             | 3 липня 1943 року затоплений північно-західніше мису Ортегаль внаслідок атаки британського бомбардувальника «Веллінгтон»                                                | 3 липня 1943 року затоплений північно-західніше мису Ортегаль внаслідок атаки британського бомбардувальника «Веллінгтон»                                                |
| Сучасний статус                                                                                      | затоплений | затоплений |
| Бойовий досвід                                                                                       | Друга світова війна Битва за Атлантику Кампанія в Карибському морі | Друга світова війна Битва за Атлантику Кампанія в Карибському морі |
| Проєкт                                                                                               | | |
| Тип ПЧ                                                                                               | великий океанський торпедний ДПЧ | великий океанський торпедний ДПЧ |
| Основні характеристики                                                                               | | |
| Швидкість (надводна)                                                                                 | 18,2 вузла (33,7 км/год) | 18,2 вузла (33,7 км/год) |
| Швидкість (підводна)                                                                                 | 7,3 (13,5 км/год) | 7,3 (13,5 км/год) |
| Робоча глибина занурення                                                                             | 100 м | 100 м |
| Гранична глибина занурення                                                                           | 230 м | 230 м |
| Дальність плавання                                                                                   | 64 милі (119 км) на швидкості 4 вузли (7,4 км/год) (у підводному положенні) 13 450 морських миль (24 910 км на швидкості 10 вузлів (19 км/год) (у надводному положенні) | 64 милі (119 км) на швидкості 4 вузли (7,4 км/год) (у підводному положенні) 13 450 морських миль (24 910 км на швидкості 10 вузлів (19 км/год) (у надводному положенні) |
| Екіпаж                                                                                               | 48 офіцерів та матросів | 48 офіцерів та матросів |
| Розміри                                                                                              | | |
| Довжина найбільша (по КВЛ)                                                                           | 76,76 м | 76,76 м |
| Ширина корпусу найб.                                                                                 | 6,76 м | 6,76 м |
| Висота                                                                                               | 9,6 м | 9,6 м |
| Середня осадка (по КВЛ)                                                                              | 4,7 м | 4,7 м |
| Водотоннажність надводна                                                                             | 1120 т | 1120 т |
| Силова установка                                                                                     | | |
| Дизель-електрична: 2 дизельні двигуни MAN M 9 V 40/46 2 електродвигуни Siemens-Schuckert 2 GU 345/34 | | |
| Гвинти                                                                                               | 2 | 2 |
| Потужність                                                                                           | 2 × 2 200 к.с. (дизелі) 2 × 740 к.с. (електродвигуни) | 2 × 2 200 к.с. (дизелі) 2 × 740 к.с. (електродвигуни) |
| Озброєння                                                                                            | | |
| Артилерія                                                                                            | 1 × 105-мм палубна гармата SK C/32 | 1 × 105-мм палубна гармата SK C/32 |
| Торпедно- мінне озброєння                                                                            | 4 носових і 2 кормових ТА; 22 торпеди або 44 міни TMA чи 66 TMB | 4 носових і 2 кормових ТА; 22 торпеди або 44 міни TMA чи 66 TMB |
| ППО                                                                                                  | 1 × 37-мм зенітна гармата SKC/30 2 (1 × 2) × 20-мм зенітні гармати FlaK 30                                                                                              | 1 × 37-мм зенітна гармата SKC/30 2 (1 × 2) × 20-мм зенітні гармати FlaK 30                                                                                              |

U-126 — німецький великий океанський підводний човен типу IXC, що входив до складу Військово-морських сил Третього Рейху за часів Другої світової війни. Закладений 1 червня 1940 року на верфі Deutsche Schiff- und Maschinenbau, AG Weser у Бремені. Спущений на воду 31 грудня 1940 року, а 22 березня 1941 року корабель увійшов до складу ВМС нацистської Німеччини.

## Історія служби
U-126 належав до серії німецьких підводних човнів типу IXC, великих океанських човнів, призначених діяти на морських комунікаціях противника на далеких відстанях у відкритому океані. Човнів цього типу випущено 54 одиниці й вони дуже успішно та результативно проявили себе в ході бойових дій в Атлантиці. 22 березня 1941 року U-126 розпочав службу у складі 2-ї навчальної флотилії, а з 1 липня 1941 року — після завершення підготовки — в бойовому складі цієї флотилії ПЧ Крігсмаріне.
З липня 1941 року і до липня 1943 року U-126 здійснив 6 бойових походів в Атлантичний океан, в яких провів 497 днів і потопив 24 торгові кораблі (111 564 GRT) і 1 військовий корабель (450 т), який перебував на палубі вантажного судна, а також пошкодив 5 (37 501 GRT) і безповоротно вивів з ладу ще 2 кораблі (14 173 GRT).
3 липня 1943 року U-126 був потоплений північно-західніше мису Ортегаль глибинними бомбами британського бомбардувальника «Веллінгтон» 172-ї ескадрильї Королівських ВПС. Усі 55 членів екіпажу загинули.

## Командири
- Капітан-лейтенант Ернст Бауер (22 березня 1941 — 28 лютого 1943);
- Оберлейтенант-цур-зее Зігфрід Кіц (1 березня — 3 липня 1943).

## Перелік уражених U-126 суден у бойових походах
| №                                                           | Дата              | Командир ПЧ       | Назва              | Тип                     | Належність                              | Водотоннажність (брт) | Вантаж | Конвой                                                            | Результат та координати                                                        | Наслідки атаки для екіпажу     | Прим.                            |
| ----------------------------------------------------------- | ----------------- | ----------------- | ------------------ | ----------------------- | --------------------------------------- | --- | --- | ----------------------------------------------------------------- | ------------------------------------------------------------------------------ | ------------------------------ | -------------------------------- |
| Перший похід (5.07—24.08.1941, 51 доба; Кіль—Лор'ян)        |                   |                   |                    |                         |                                         | | |                                                                   |                                                                                |                                |                                  |
| 1                                                           | 20 липня 1941     | KptLt Ернст Бауер | Canadian Star      | суховантажне судно      | Велика Британія                         | 8 293 | пасажири та генеральні вантажі, державне майно та пошта                                                   |                                                                   | пошкоджено 49°15′ пн. ш. 21°00′ зх. д. / 49.250° пн. ш. 21.000° зх. д.         | ? (? загинули та ? вижили)     |                                  |
| 2                                                           | 27 липня 1941     | KptLt Ернст Бауер | Erato              | суховантажне судно      | Велика Британія                         | 1 335 | 732 тонни генеральних вантажів, 1200 тонн військових і військово-морських запасів                         | Конвой OG 69                                                      | потоплено 43°10′ пн. ш. 17°30′ зх. д. / 43.167° пн. ш. 17.500° зх. д.          | 42 (9 загинули та 33 вижили)   |                                  |
| 3                                                           | 27 липня 1941     | KptLt Ернст Бауер | Inga I             | суховантажне судно      | Норвегія                                | 1 304 | 1670 тонн вугілля та коксу                                                                                | Конвой OG 69                                                      | потоплено 43°10′ пн. ш. 17°30′ зх. д. / 43.167° пн. ш. 17.500° зх. д.          | 19 (3 загинули та 16 вижили)   |                                  |
| 4                                                           | 4 серпня 1941     | KptLt Ернст Бауер | Robert Max         | вітрильне судно         | Велика Британія                         | 172 | тріска |                                                                   | потоплено 36°47′ пн. ш. 21°15′ зх. д. / 36.783° пн. ш. 21.250° зх. д.          | 7 (усі вижили)                 |                                  |
| 5                                                           | 14 серпня 1941    | KptLt Ернст Бауер | Sud                | суховантажне судно      | Югославія                               | 2 589 | баласт | Конвой HG 70                                                      | потоплено 41°00′ пн. ш. 17°41′ зх. д. / 41.000° пн. ш. 17.683° зх. д.          | 33 (усі вижили)                |                                  |
| Другий похід (24.09—13.12.1941, 81 доба; Лор'ян—Лор'ян)     |                   | KptLt Ернст Бауер |                    |                         |                                         | | |                                                                   |                                                                                |                                |                                  |
| 6                                                           | 10 жовтня 1941    | KptLt Ернст Бауер | Nailsea Manor      | суховантажне судно      | Велика Британія                         | 4 926 | 6000 тонн військових запасів, у тому числі 1000 тонн боєприпасів, пошта та LCT як палубний вантаж         | Конвой OS 7                                                       | потоплено 18°45′ пн. ш. 21°18′ зх. д. / 18.750° пн. ш. 21.300° зх. д.          | 42 (усі вижили)                |                                  |
| 7                                                           | 10 жовтня 1941    | KptLt Ернст Бауер | HMS LCT-102        | танкодесантний корабель | Військово-морські сили Великої Британії | 450 | | Конвой OS 7                                                       | потоплений 18°45′ пн. ш. 21°18′ зх. д. / 18.750° пн. ш. 21.300° зх. д.         | ? (? загиблих та ? вцілілих)   | перебував на борту Nailsea Manor |
| 8                                                           | 19 жовтня 1941    | KptLt Ернст Бауер | Lehigh             | суховантажне судно      | США                                     | 4 983 | баласт |                                                                   | потоплено 8°26′ пн. ш. 14°37′ зх. д. / 8.433° пн. ш. 14.617° зх. д.            | 44 (усі вижили)                |                                  |
| 9                                                           | 20 жовтня 1941    | KptLt Ернст Бауер | British Mariner    | танкер                  | Велика Британія                         | 6 996 | баласт |                                                                   | тотально зруйнований 7°43′ пн. ш. 14°20′ зх. д. / 7.717° пн. ш. 14.333° зх. д. | 51 (3 загинули та 48 вижили)   |                                  |
| 10                                                          | 13 листопада 1941 | KptLt Ернст Бауер | Peru               | суховантажне судно      | Велика Британія                         | 6 961 | 3001 тонна чавуну, 4184 тонни арахісу та 2082 тонни генеральних вантажів                                  |                                                                   | потоплено 1°30′ пн. ш. 13°20′ зх. д. / 1.500° пн. ш. 13.333° зх. д.            | 50 (усі вижили)                |                                  |
| Третій похід (2.02—29.03.1942, 56 діб; Лор'ян—Лор'ян)       |                   | KptLt Ернст Бауер |                    |                         |                                         | | |                                                                   |                                                                                |                                |                                  |
| 11                                                          | 2 березня 1942    | KptLt Ернст Бауер | Gunny              | суховантажне судно      | Норвегія                                | 2 362 | 3100 тонн марганцевої руди та червоного дерева                                                            |                                                                   | потоплено 27°09′ пн. ш. 66°33′ зх. д. / 27.150° пн. ш. 66.550° зх. д.          | 26 (14 загинули та 12 вижили)  |                                  |
| 12                                                          | 5 березня 1942    | KptLt Ернст Бауер | Mariana            | суховантажне судно      | США                                     | 3 110 | цукор |                                                                   | потоплено 22°14′ пн. ш. 71°23′ зх. д. / 22.233° пн. ш. 71.383° зх. д.          | 36 (усі загинули)              |                                  |
| 13                                                          | 7 березня 1942    | KptLt Ернст Бауер | Barbara            | суховантажне судно      | США                                     | 4 637 | 4015 тонн генеральних вантажів                                                                            |                                                                   | потоплено 20°10′ пн. ш. 73°05′ зх. д. / 20.167° пн. ш. 73.083° зх. д.          | 85 (26 загинули й 59 вижили)   |                                  |
| 14                                                          | 7 березня 1942    | KptLt Ернст Бауер | Cardonia           | суховантажне судно      | США                                     | 4 637 | 81 тонна генеральних вантажів                                                                             |                                                                   | потоплено 19°53′ пн. ш. 73°27′ зх. д. / 19.883° пн. ш. 73.450° зх. д.          | 38 (1 загиблий і 37 вижили)    |                                  |
| 15                                                          | 8 березня 1942    | KptLt Ернст Бауер | Esso Bolivar       | танкер                  | Панама                                  | 10 389 | 10500 т прісної води, 500 т продовольчих товарів, палубний вантаж — ацетиленові балони                    |                                                                   | пошкоджений 19°38′ пн. ш. 74°38′ зх. д. / 19.633° пн. ш. 74.633° зх. д.        | 50 (8 загиблих і 42 вижили)    |                                  |
| 16                                                          | 9 березня 1942    | KptLt Ернст Бауер | Hanseat            | танкер                  | Панама                                  | 8 241 | баласт |                                                                   | потоплений 20°25′ пн. ш. 74°07′ зх. д. / 20.417° пн. ш. 74.117° зх. д.         | 38 (усі вижили)                |                                  |
| 17                                                          | 12 березня 1942   | KptLt Ернст Бауер | Texan              | суховантажне судно      | США                                     | 7 005 | 10 915 тонн генеральних вантажів                                                                          |                                                                   | потоплено 21°34′ пн. ш. 76°28′ зх. д. / 21.567° пн. ш. 76.467° зх. д.          | 47 (10 загинули та 37 вижили)  |                                  |
| 18                                                          | 12 березня 1942   | KptLt Ернст Бауер | Olga               | суховантажне судно      | США                                     | 2 496 | баласт |                                                                   | потоплено 21°32′ пн. ш. 76°24′ зх. д. / 21.533° пн. ш. 76.400° зх. д.          | 33 (1 загинув та 32 вижили)    |                                  |
| 19                                                          | 13 березня 1942   | KptLt Ернст Бауер | Colabee            | суховантажне судно      | США                                     | 5 518 | 38 600 мішків цукру                                                                                       |                                                                   | потоплено 22°10′ пн. ш. 77°30′ зх. д. / 22.167° пн. ш. 77.500° зх. д.          | 38 (24 загинули та 14 вижили)  |                                  |
| Четвертий похід (25.04—25.07.1942, 92 доби; Лор'ян—Лор'ян)  |                   | KptLt Ернст Бауер |                    |                         |                                         | | |                                                                   |                                                                                |                                |                                  |
| 20                                                          | 3 червня 1942     | KptLt Ернст Бауер | Høegh Giant        | танкер                  | Норвегія                                | 10 990 | баласт |                                                                   | потоплений 6°52′ пн. ш. 42°43′ зх. д. / 6.867° пн. ш. 42.717° зх. д.           | 39 (усі вижили)                |                                  |
| 21                                                          | 15 червня 1942    | KptLt Ернст Бауер | Dutch Princess     | вітрильне судно         | Велика Британія                         | 125 | |                                                                   | потоплено 13°46′ пн. ш. 60°06′ зх. д. / 13.767° пн. ш. 60.100° зх. д.          | 9 (усі вижили)                 |                                  |
| 22                                                          | 16 червня 1942    | KptLt Ернст Бауер | Arkansan           | суховантажне судно      | США                                     | 6 997 | 9000 тонн генеральних вантажів, переважно кави                                                            |                                                                   | потоплено 12°07′ пн. ш. 62°51′ зх. д. / 12.117° пн. ш. 62.850° зх. д.          | 40 (4 загинули та 36 вижили)   |                                  |
| 23                                                          | 16 червня 1942    | KptLt Ернст Бауер | Kahuku             | суховантажне судно      | США                                     | 6 062 | 7100 тонн генеральних вантажів, включаючи крани, трактори та будівельну техніку                           |                                                                   | потоплено 11°54′ пн. ш. 63°07′ зх. д. / 11.900° пн. ш. 63.117° зх. д.          | 109 (17 загинули та 92 вижили) |                                  |
| 24                                                          | 27 червня 1942    | KptLt Ернст Бауер | Leiv Eiriksson     | танкер                  | Норвегія                                | 9 952 | 14 366 тонн мазуту                                                                                        |                                                                   | потоплений 13°18′ пн. ш. 59°57′ зх. д. / 13.300° пн. ш. 59.950° зх. д.         | 44 (4 загинули та 40 вижили)   |                                  |
| 25                                                          | 29 червня 1942    | KptLt Ернст Бауер | Mona Marie         | вітрильне судно         | Канада                                  | 126 | Порожні бочки з маслом                                                                                    |                                                                   | потоплено 12°22′ пн. ш. 60°10′ зх. д. / 12.367° пн. ш. 60.167° зх. д.          | 8 (усі вижили)                 |                                  |
| 26                                                          | 1 липня 1942      | KptLt Ернст Бауер | Warrior            | суховантажне судно      | США                                     | 7 551 | 10 080 тонн військових припасів та паливо                                                                 |                                                                   | потоплено 10°54′ пн. ш. 61°02′ зх. д. / 10.900° пн. ш. 61.033° зх. д.          | 56 (7 загинули та 49 вижили)   |                                  |
| 27                                                          | 3 липня 1942      | KptLt Ернст Бауер | Gulfbelle          | танкер                  | США                                     | 7 104 | баласт |                                                                   | пошкоджений 11°40′ пн. ш. 60°39′ зх. д. / 11.667° пн. ш. 60.650° зх. д.        | 49 (3 загинули та 46 вижили)   |                                  |
| П'ятий похід (19.09.1942—7.01.1943, 111 діб; Лор'ян—Лор'ян) |                   | KptLt Ернст Бауер |                    |                         |                                         | | |                                                                   |                                                                                |                                |                                  |
| 28                                                          | 1 листопада 1942  | KptLt Ернст Бауер | George Thatcher    | суховантажне судно      | США                                     | 7 176 | 4005 тонн армійських машин швидкої допомоги, вантажівок, бензину в бочках та дорожньо-будівельної техніки |                                                                   | потоплено 1°45′ пд. ш. 7°40′ сх. д. / 1.750° пд. ш. 7.667° сх. д.              | 66 (18 загинули та 48 вижили)  |                                  |
| 29                                                          | 4 листопада 1942  | KptLt Ернст Бауер | Oued Grou          | суховантажне судно      | Велика Британія                         | 792 | баласт |                                                                   | потоплено 4°43′ пн. ш. 4°49′ сх. д. / 4.717° пн. ш. 4.817° сх. д.              | 39 (5 загинули та 34 вижили)   |                                  |
| 30                                                          | 5 листопада 1942  | New Toronto       | суховантажне судно | Велика Британія         | 6 568                                   | 8000 тонн африканської продукції, включаючи ядра, насіння, 240 тонн бавовни, 140 тонн пальмової олії, 45 тонн капок, 23 тонни вольфраму, 12 тонн олова, 75 живих корів, 3 ящики золота і 10 мішків пошти | | потоплено 5°57′ пн. ш. 2°30′ сх. д. / 5.950° пн. ш. 2.500° сх. д. | 89 (4 загинули та 85 вижили)                                                   |                                |                                  |
| Шостий похід (20.03—3.07.1943, 106 діб; Лор'ян—загибель)    |                   |                   |                    |                         |                                         | | |                                                                   |                                                                                |                                |                                  |
| 31                                                          | 30 травня 1943    | Oblt Зигфрід Кіц  | Flora MacDonald    | суховантажне судно      | США                                     | 7 177 | 6270 тонн какао, червоного дерева та каучуку                                                              | Конвой TS 41                                                      | тотально зруйновано 7°15′ пн. ш. 13°20′ зх. д. / 7.250° пн. ш. 13.333° зх. д.  | 70 (7 загинули та 63 вижили)   |                                  |
| 32                                                          | 2 червня 1943     | Oblt Зигфрід Кіц  | Standella          | танкер                  | Велика Британія                         | 6 197 | баласт | Конвой TS 42                                                      | пошкоджено 7°25′ пн. ш. 13°26′ зх. д. / 7.417° пн. ш. 13.433° зх. д.           | 72 (усі вижили)                |                                  |